# Сурованнын (станция метро)
«Сурованнын» (кор. 수로왕릉 — Могила короля Суро) — эстакадная станция легкорельсового транспорта Пусан — Кимхэ. Находится в Ведоне города Кимхэ. Как следует из названия, могила короля Суро расположена вблизи от станции. Суро — основатель и первый правитель древнего корейского государства Кымгван Кая, а также родоначальник клана Кимов из города Кимхэ. На станции установлены платформенные раздвижные двери.
Рядом со станцией расположены:
- Могила короля Суро
- Городская библиотека Кимхэ
- Парк Наби